# Klaudia Chowaniec
Klaudia Chowaniec (* 14. August 1991) ist eine polnische Naturbahnrodlerin. Sie wurde 2008 Polnische Meisterin und bestritt bislang drei Weltcuprennen.

## Karriere
Nachdem sie bereits im Interkontinentalcup gestartet war, nahm Klaudia Chowaniec in der 2006/2007 an ihren bislang einzigen Rennen im Weltcup teil. Mit Platz 17 in Longiarü sowie den Rängen 17 und 16 in Moos in Passeier erreichte sie allerdings nur Platzierungen unter den letzten vier, ebenso wie im Gesamtweltcup, wo sie 18. von 21 Rodlerinnen wurde – punktegleich mit der Italienerin Tamara Schwarz. 2007 nahm sie auch an der Junioreneuropameisterschaft in St. Sebastian teil, doch auch hier erreichte sie keine besseren Ergebnisse und wurde 16. von 19 gestarteten Rodlerinnen. In den nächsten beiden Jahren nahm sie wieder an Rennen im Interkontinentalcup teil und 2008 auch an der Juniorenweltmeisterschaft in Latsch, wo sie den 14. Platz unter 17 Teilnehmerinnen belegte. Zwei Interkontinentalcuprennen im Januar 2009 waren ihre bisher letzten internationalen Wettkämpfe.
Auf nationaler Ebene ist Klaudia Chowaniec weiterhin aktiv und erreichte im Februar 2010 bei den Polnischen Meisterschaften hinter Wioletta Ryś den zweiten Platz. Ihr größter Erfolg war ihr zwei Jahre zuvor gelungen, als sie im Dezember 2008 im italienischen Latsch vor Natalia Waniczek und Wioletta Ryś Polnische Meisterin wurde.

## Sportliche Erfolge

### Juniorenweltmeisterschaften
- Latsch 2008: 14. Einsitzer

### Junioreneuropameisterschaften
- St. Sebastian 2007: 16. Einsitzer

### Weltcup
- 18. Platz im Gesamtweltcup in der Saison 2006/2007

### Polnische Meisterschaften
- Polnische Meisterin im Einsitzer 2008
- Vizemeisterin im Einsitzer 2010